# Путталам (лагуна)
Путталам — лагуна на острове Шри-Ланка в округе Путталам (Северо-Западная провинция) Шри-Ланки. Площадь — 327 км². Максимальная глубина — 5 метров. У входа в лагуну располагался голландский форт Калпития.
Впадают реки Ми-Оя и Кала-Оя. Путталам связана с лагуной Мундал, находящейся на 15 км южнее, узким каналом. Вода Путталама очень солёная.
На берегах растут кокосовая пальма, рисовые плантации и лес. Местные жители занимаются в лагуне ловлей рыбы, креветок и добычей соли. На лагуне растут мангры.